# Czarne Jezioro (Pojezierze Mrągowskie)
Czarne Jezioro (także Marcinkowo) – jezioro rynnowe w woj. warmińsko-mazurskim, w gminie Mrągowo, na południe od wsi Marcinkowo. Długość jeziora wynosi 0,7 km, a szerokość 300 m. Brzegi są wysokie, miejscami strome. Jezioro otoczone jest polami.